# Turtle Lake (condado de Walworth)
Turtle Lake es un lugar designado por el censo ubicado en el condado de Walworth en el estado estadounidense de Wisconsin. En el Censo de 2010 tenía una población de 343 habitantes y una densidad poblacional de 122,51 personas por km².

## Geografía
Turtle Lake se encuentra ubicado en las coordenadas 42°43′46″N 88°41′3″O / 42.72944, -88.68417. Según la Oficina del Censo de los Estados Unidos, Turtle Lake tiene una superficie total de 2.8 km², de la cual 2.19 km² corresponden a tierra firme y (21.74%) 0.61 km² es agua.

## Demografía
Según el censo de 2010, había 343 personas residiendo en Turtle Lake. La densidad de población era de 122,51 hab./km². De los 343 habitantes, Turtle Lake estaba compuesto por el 90.09% blancos, el 1.75% eran afroamericanos, el 0.29% eran amerindios, el 0% eran asiáticos, el 0% eran isleños del Pacífico, el 7.58% eran de otras razas y el 0.29% pertenecían a dos o más razas. Del total de la población el 14.29% eran hispanos o latinos de cualquier raza.